# Fu Lu Shou

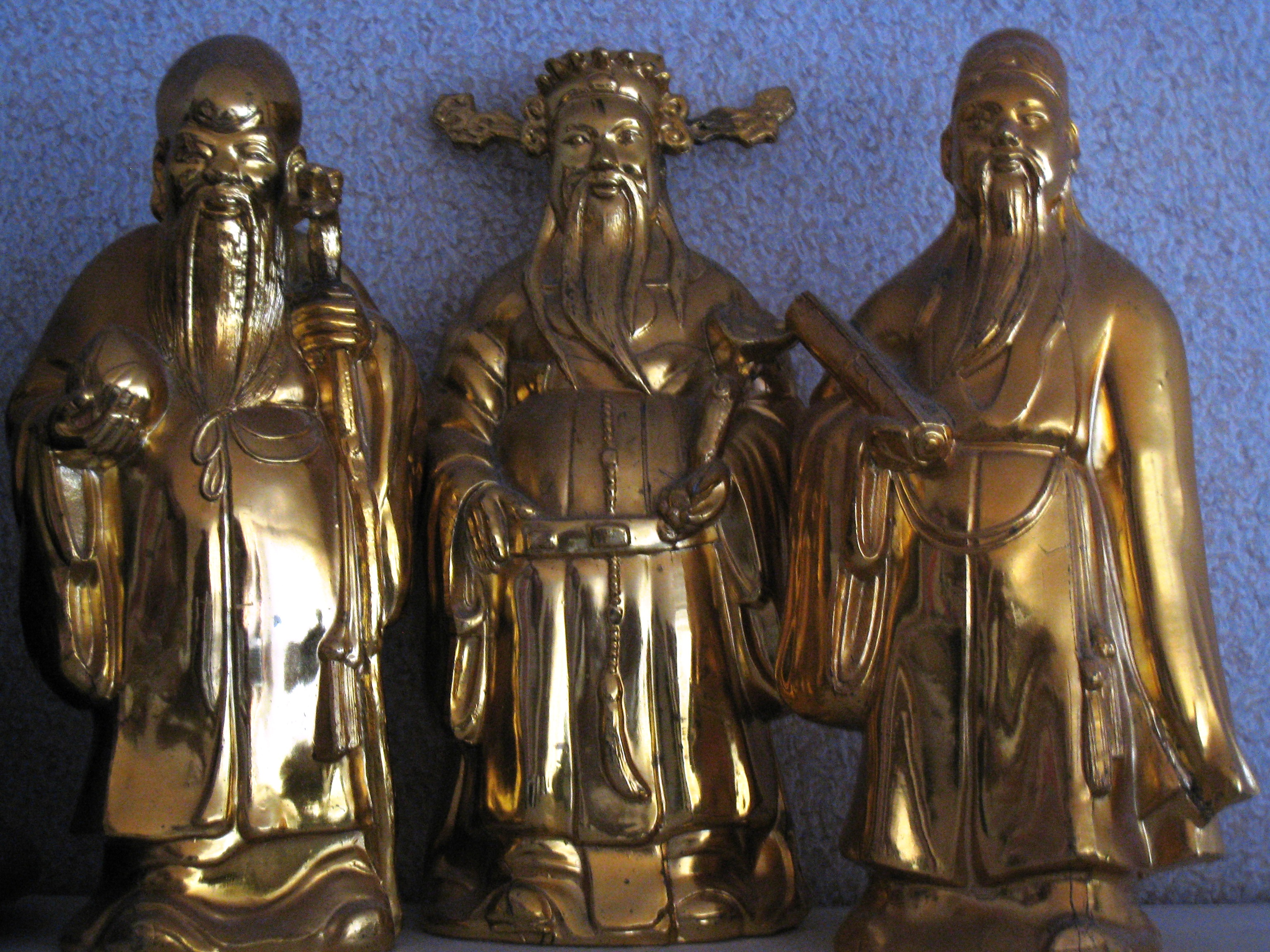
Metalen beelden vanShou, Lu en Fu (van links naar rechts)

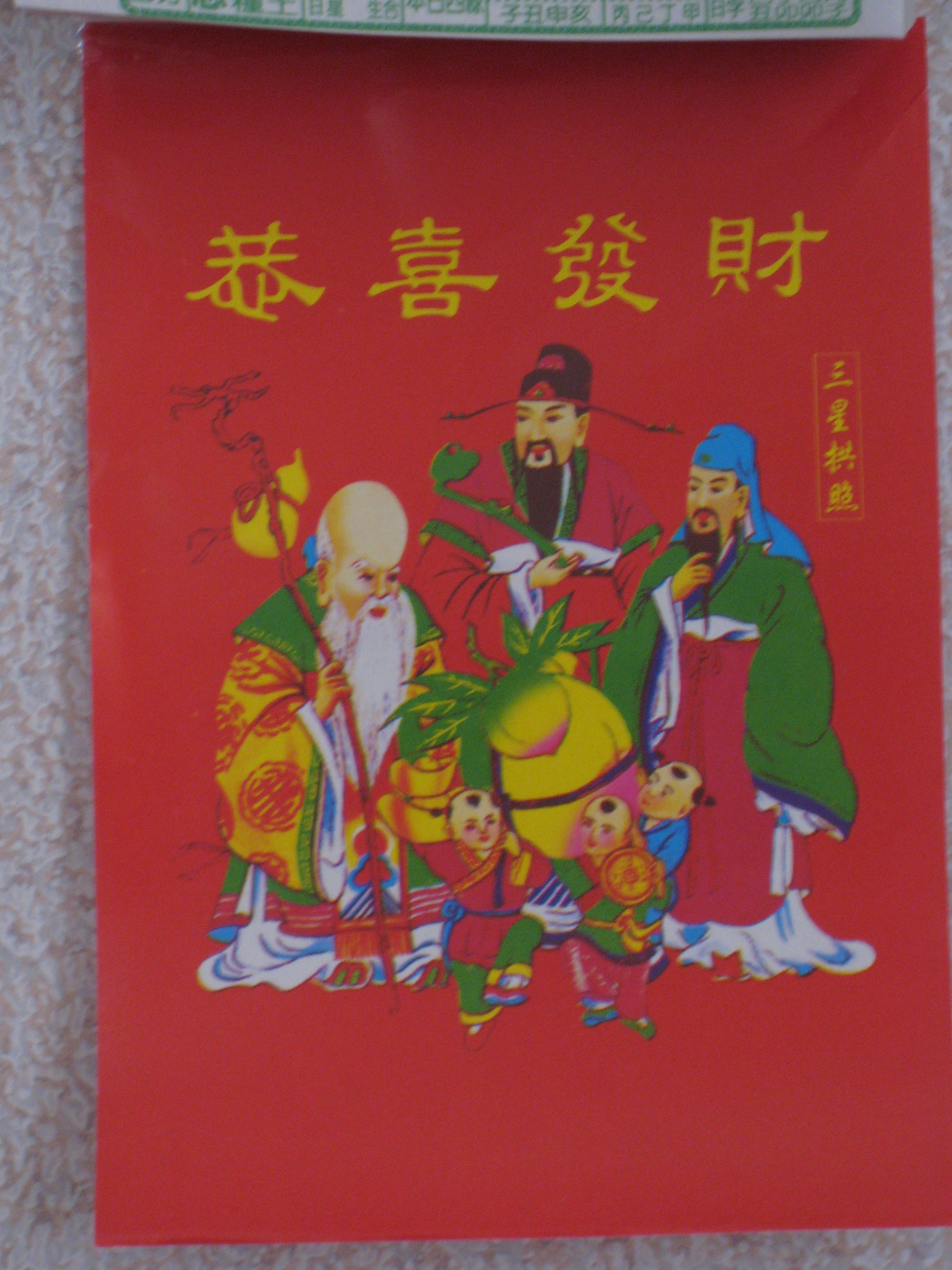
voorkant van een Chinese scheurkalender met Fu Lu Shou

Fu Lu Shou zijn de drie Chinese geluksgoden. Hun beelden en afbeeldingen staan in bijna elk niet-Christelijk Han-Chinees gezin. Overzeese Chinezen kopen de beelden in China of in een Chinese toko. Vaak delen Chinese toko's omstreeks kerst kalenders met een grote afbeelding van deze drie goden.
In Japan zijn deze drie goden samengesmolten tot één enkele godheid: Fukurokuju (de Japanse leeswijze van 福禄寿), die er min of meer uitziet als de Chinese Shou. Fukurokuju maakt er deel uit van de Shichi Fukujin.
De verering van deze drie goden dateert uit de Ming-dynastie. De plaatsing van de beelden van Fu, Lu en Shou volgens gelovigen de fengshui van een huis/kamer veranderen. De plaatsing en invloed is als volgt:
- zuidwesten van een huis/kamer - de geluksgoden zullen je beschermen bij het baren van een kind.
- westen van een huis/kamer - ze geven jou welvaart en zullen deze welvaart beschermen. Ook geven ze vreugde en feeststemming.
- noordwesten van een huis/kamer - ze helpen de vader des huizes om de drie fortuinen te bemachtigen.
- noorden van een huis/kamer - ze helpen bij het brengen van creativiteit, geluk en wijsheid.[1]

## De drie goden
- Fu Xing staat voor geluk
- Lu Xing staat voor voorspoed en verbetering

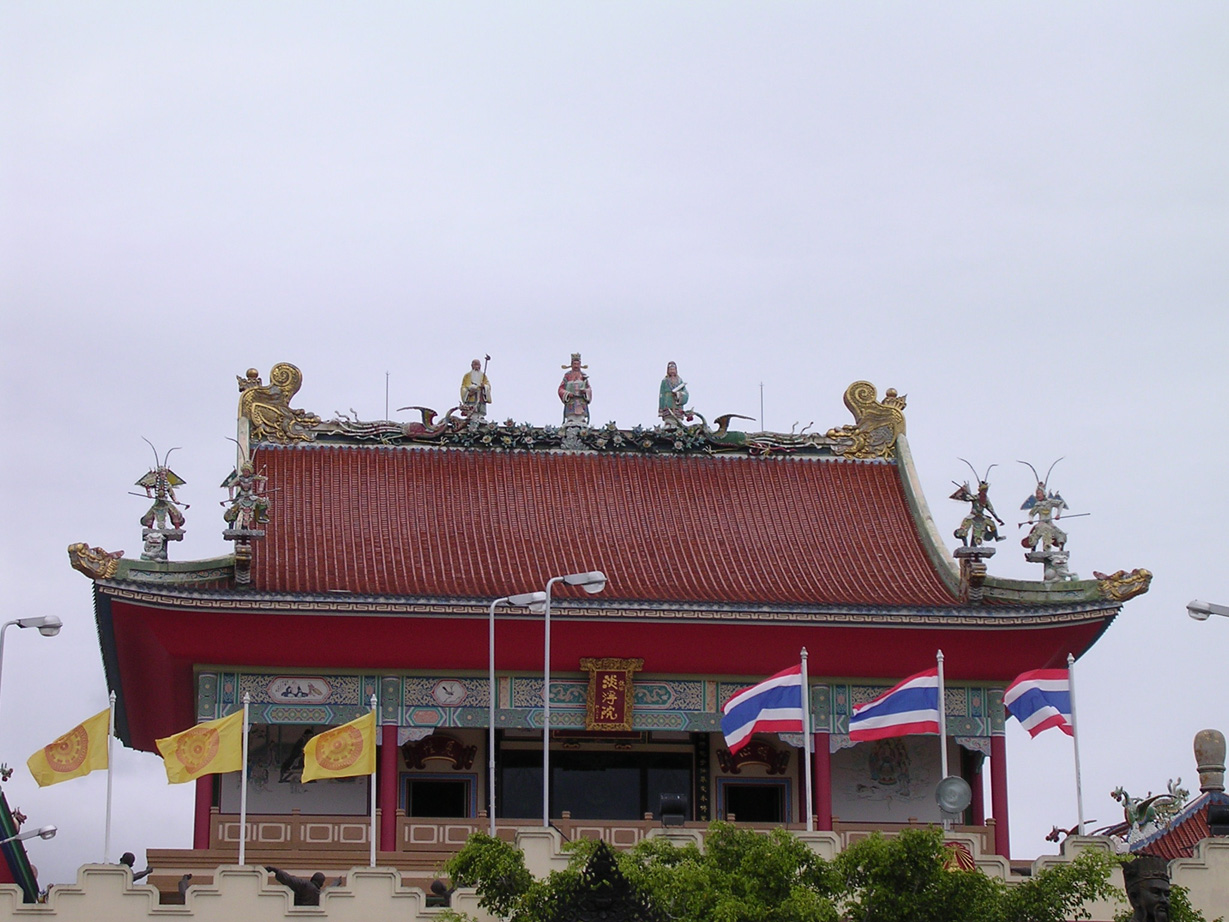
Chinese tempel in Bangkok met op het dak de drie goden

- Shou Xing staat voor lang leven